# Ferdinand Julius Cohn

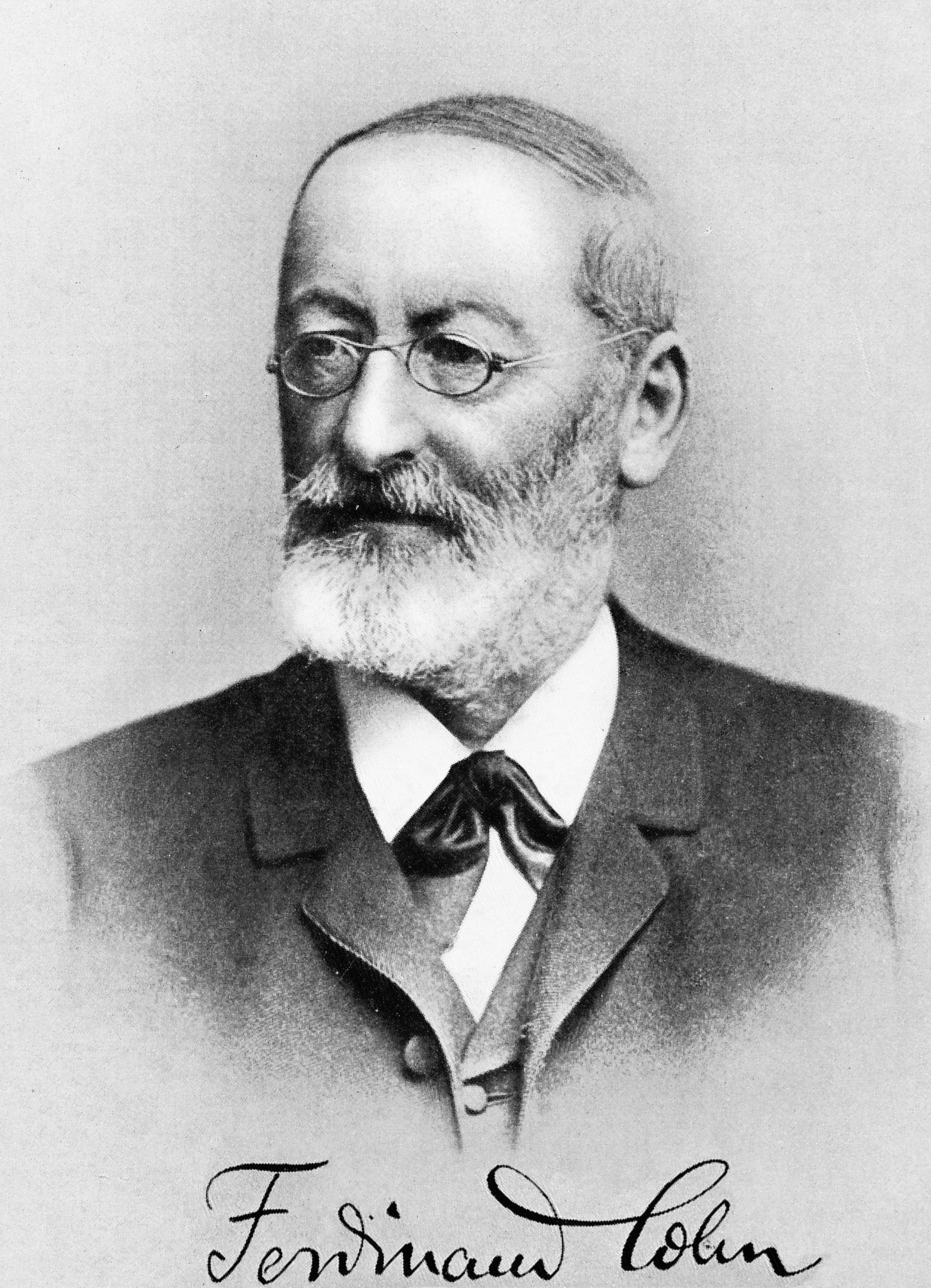
Ferdinand Julius Cohn

Ferdinand Julius Cohn, (Breslau, 24 de gener de 1828 – Breslau, 25 de juny de 1898), fou un botànic i bacteriòleg alemany.

## Biografia
Va nàixer en Breslau (ara anomenada Wrocław, Polònia) el 24 de gener de 1828. Formava part d'una família jueva, el seu pare era un ric comerciant i, gràcies a la seua fortuna, Ferdinand pogué estudiar i arribar a ser científic, malgrat la seua sordesa.
Als catorze anys va entrar a la Universitat de Breslau, més tard, anà a la Universitat de Berlín per a obtenir el títol de doctor, als denou anys. Allí, Christian Ehrenberg va ser qui s'encarregà d'instruir-lo en els coneixements bàsics dels microorganismes. En 1849 regressà a la seua ciutat natal, on treballaria com a professor de fisiologia i botànica.
Eixe mateix any va començar a estudiar les algues unicel·lulars i el 1866 va fundar el primer institut de fisiologia vegetal del món. Llavors, va començar l'estudi dels bacteris, els quals serien la investigació central de la seua vida. Així va ser com en 1872 va descobrir que existeixen diferents tipus de microorganismes amb formes i òrgans diferents, aquests els va classificar per ordenacions sistemàtiques.
Un altre dels seus descobriments va ser el de les espores de resistència, formes embotides que es formen en condicions adverses. Estudiant aquestes estructures va descobrir, juntament amb Louis Pasteur i John Tyndall, que eren les responsables de l'equívoc perquè el problema de la generació espontània permetia que pogueren sorgir microorganismes en infusions quan les bullien o que podien desenvolupar-se a partir de la matèria orgànica.
També va analitzar l'origen bacteriològic de malalties infeccioses de les plantes i els animals i va col·laborar amb el metge alemany Robert Koch en la preparació del tractat de l'àntrax.
En 1882 es publicava el seu famós llibre "La planta". Al mateix temps, la seua dura vida com investigador va ser compensada amb una gran fama mundial com fundador de la bacteriologia i, d'aquesta manera, es convertia en el primer ciutadà honorari jueu de la ciutat de Breslau.

## Honors
En 1892 van fundar un parc del sud, a l'entrada del qual l'honoren amb una estàtua de bronze, col·locada el 1908. A més, el 1893 se'l nomenava el membre de la Royal Society. I en 1895 se'l guardonava amb la Medalla linneana de la Societat Linneana de Londres.

## Obra
- Zur Naturgeschichte des Protococcus Pluvialis, Bonn 1851
- Die Menschheit und die Pflanzenwelt, Breslau 1851
- Der Haushalt der Pflanzen, Leipzig 1854
- Untersuchungen über die Entwicklungsgeschichte der Mikroskopischen Algen und Pilze, Bonn 1854
- Beiträge zur Biologie der Pflanzen (Schriftenreihe, Breslau, 1870 begründet)
- Neue Untersuchungen über Bakterien, Bonn 1872-1875
- Die Pflanze, Leipzig 1882